# Юродивство
Юродивството е категория за означаване на светци (блажени), предприели особен подвиг заради Христа. Тъй като този подвиг е труден и изисква пълно самоотречение, за него трябва благословение.
Водени от любов към Господ Иисус Христос, юродивите търпят унижения, лишения, вършейки на пръв поглед странни действия, които обаче крият дълбок духовен смисъл. Пред хората юродивият може да се прави на голям грешник, докато всъщност е най-строг аскет. Нощем прекарва в уединение и молитва към Бога, през деня се показва като безумен. Притежавайки дар на прозорливост, както и смелост открито да разкрива човешкия грях, той спечелва невярващи и еретици и им помага да се върнат в Православната вяра.
Юродивите имат много дарования на Светия Дух: дар на чиста молитва, дар на сълзи, дар да вършат чудеса и изцеления.
Докато на Запад юродството е непознато, в Православната църква има много блажени. От тях по-известни св. Андрей, св. Тома, св. Лука Ефески. В Руската и Сръбската Православна Църква – св. Йоан Юродиви, св. Василий Московски Чудотворец и св. Йоан Московски. В Грузия се намират светите мощи на преподобни Гавриил Ургебадзе, прославен през 2012 г., на гроба на когото се случват чудеса.
В историята на БПЦ подобен е примерът с Иван Рилски и неговата среща с цар Петър I. Монасите, посветили се на Бога, са известни и като иноци.